# Světlonošovití

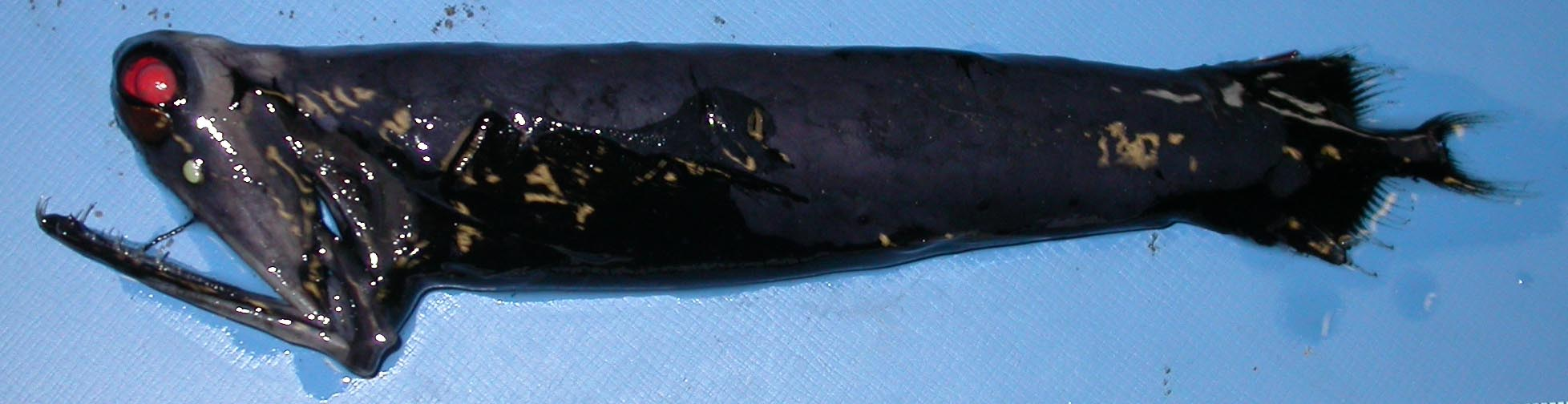
Pestrosvítivec černý

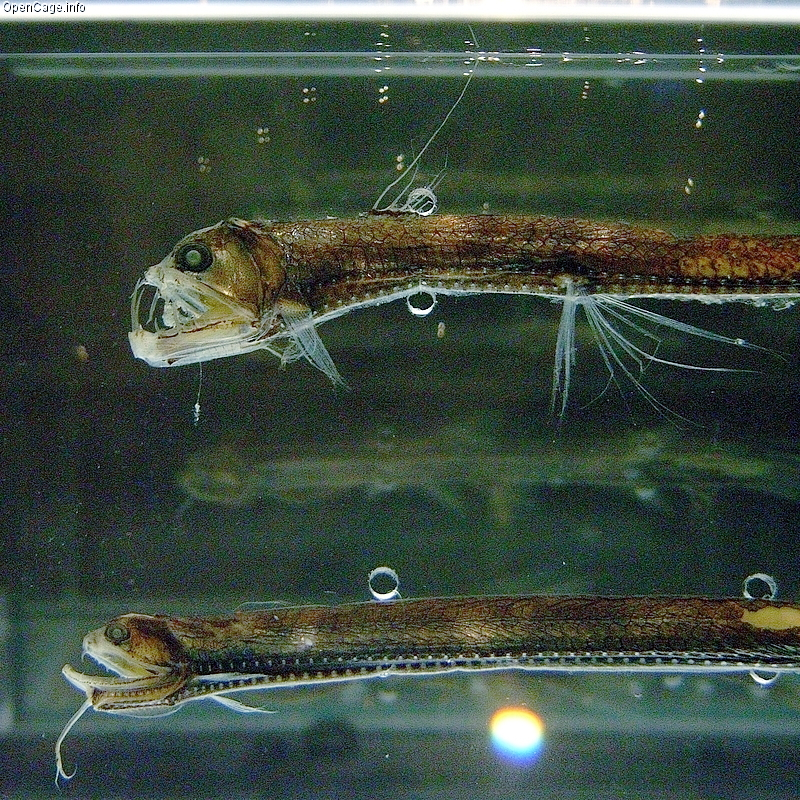
Zubatka Sloanova

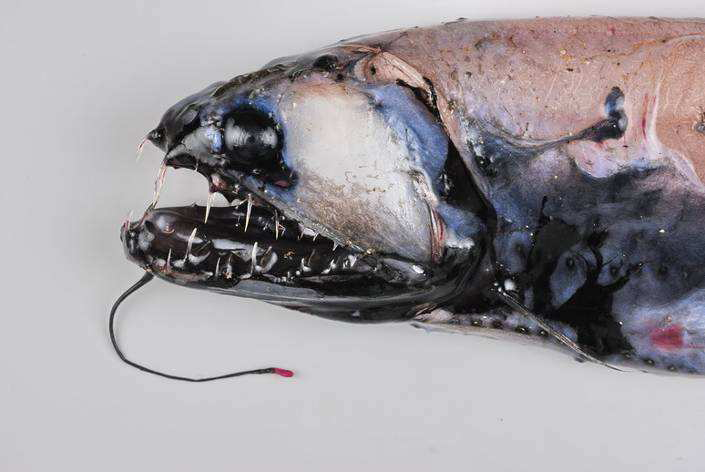
Svítivec čertovský

Světlonošovití (Stomiidae) je čeleď dravých paprskoploutvých ryb, obývajících oceány po celém světě v hloubkách od tří set do pěti tisíc metrů. Zahrnuje šest podčeledí, 27 rodů a asi 270 druhů. Světlonošovité ryby mají vesměs protáhlé tělo převážně černé barvy bez šupin a relativně velkou hlavu s dlouhými ostrými zuby, dosahují maximální délky okolo půl metru. Jsou vybaveny fotofory, které jim umožňují v temném prostředí přilákat kořist. Díky volnému spojení týlní kosti s prvním obratlem mohou otevřít ústa pod úhlem až 120 stupňů, což jim umožňuje spolknout i značně velké živočichy. Jejich hlavním predátorem je vorvaň obrovský.

## Seznam rodů
- Aristostomias (pestrosvítivec) Zugmayer, 1913
- Astronesthes (svítivec) Richardson, 1845
- Bathophilus (svítivka) Giglioli, 1882
- Borostomias (svítivec) Regan, 1908
- Chauliodus (zubatka) Bloch & Schneider, 1801
- Chirostomias Regan & Trewavas, 1930
- Echiostoma Lowe, 1843
- Eupogonesthes Parin & Borodulina, 1993
- Eustomias Vaillant, 1888
- Flagellostomias Parr, 1927
- Grammatostomias Goode & Bean, 1896
- Heterophotus Regan & Trewavas, 1929
- Idiacanthus Peters, 1877
- Leptostomias Gilbert, 1905
- Malacosteus (pestrosvítivec) Ayres, 1848
- Melanostomias Brauer, 1902
- Neonesthes Regan & Trewavas, 1929
- Odontostomias Norman, 1930
- Opostomias Günther, 1887
- Pachystomias Günther, 1887
- Photonectes Günther, 1887
- Photostomias (pestrosvítivec) Collett, 1889
- Rhadinesthes Regan & Trewavas, 1929
- Stomias Cuvier, 1816
- Tactostoma Bolin, 1939
- Thysanactis Regan & Trewavas, 1930
- Trigonolampa Regan & Trewavas, 1930